# Pentagonia bonifaziana
Pentagonia bonifaziana är en måreväxtart som beskrevs av Cornejo. Pentagonia bonifaziana ingår i släktet Pentagonia och familjen måreväxter.
Artens utbredningsområde är Ecuador. Inga underarter finns listade i Catalogue of Life.